# Stenalcidia grisea
Stenalcidia grisea är en fjärilsart som beskrevs av W. Warren 1900. Stenalcidia grisea ingår i släktet Stenalcidia och familjen mätare. Inga underarter finns listade i Catalogue of Life.